# Seznam hokejistov Philadelphia Quakers
Seznam hokejistov, ki so zaigrali za moštvo Philadelphia Quakers v ligi NHL. Seznam vključuje igralce, ki so nastopili vsaj na eni tekmi, bodisi v rednem delu bodisi v končnici. 
Stolpec s sezono navaja prvo leto sezone, v kateri je igralec igral prvo tekmo v moštvu in zadnje leto sezone, v kateri je igralec igral zadnjo tekmo v moštvu.

## Legenda
Igralec je bil sprejet v Hokejski hram slavnih lige NHL
Za pojasnitev kratic v tabeli glej članek Statistika pri hokeju na ledu.

## Vratarji
|              |        | Sezone    | Redni del | Redni del | Redni del | Redni del | Redni del | Redni del | Redni del | Končnica | Končnica | Končnica | Končnica | Končnica | Končnica | Opombe |
| OT           | Z      | Sezone    | P         | R         | SO        | GAA       | %         | OT        | Z         | P        | SO       | GAA      | %        |          |          | Opombe |
| ------------ | ------ | --------- | --------- | --------- | --------- | --------- | --------- | --------- | --------- | -------- | -------- | -------- | -------- | -------- | -------- | ------ |
| Cude, Wilf   | Kanada | 1930–1931 | 30        | 2         | 25        | 3         | 1         | 4.22      | .878      | —        | —        | —        | —        | —        | —        |        |
| Forbes, Jake | Kanada | 1930–1931 | 2         | 0         | 2         | 0         | 0         | 3.50      | .896      | —        | —        | —        | —        | —        | —        |        |
| Miller, Joe  | Kanada | 1930–1931 | 12        | 2         | 9         | 1         | 0         | 3.81      | .883      | —        | —        | —        | —        | —        | —        |        |

## Drsalci
|                   |                         | Položaj | Sezone    | Redni del | Redni del | Redni del | Redni del | Redni del | Končnica | Končnica | Končnica | Končnica | Končnica | Opombe |
| OT                | G                       | Položaj | Sezone    | P         | TOČ       | KM        | OT        | G         | P        | TOČ      | KM       |          |          | Opombe |
| ----------------- | ----------------------- | ------- | --------- | --------- | --------- | --------- | --------- | --------- | -------- | -------- | -------- | -------- | -------- | ------ |
| Barton, Cliff     | Združene države Amerike | W       | 1930–1931 | 43        | 6         | 7         | 13        | 18        | —        | —        | —        | —        | —        |        |
| Coulson, D'Arcy   | Kanada                  | D       | 1930–1931 | 28        | 0         | 0         | 0         | 103       | —        | —        | —        | —        | —        |        |
| Crossett, Stanley | Kanada                  | D       | 1930–1931 | 21        | 0         | 0         | 0         | 10        | —        | —        | —        | —        | —        |        |
| Darragh, Harold   | Kanada                  | RW      | 1930–1931 | 10        | 1         | 1         | 2         | 2         | —        | —        | —        | —        | —        |        |
| Drury, Herbert    | Združene države Amerike | D/LW    | 1930–1931 | 24        | 0         | 2         | 2         | 10        | —        | —        | —        | —        | —        |        |
| Fraser, Gord      | Kanada                  | D       | 1930–1931 | 5         | 0         | 0         | 0         | 22        | —        | —        | —        | —        | —        |        |
| Howe, Syd         | Kanada                  | F       | 1930–1931 | 44        | 9         | 11        | 20        | 20        | —        | —        | —        | —        | —        |        |
| Hutton, Bill      | Kanada                  | D/RW    | 1930–1931 | 21        | 1         | 1         | 2         | 4         | —        | —        | —        | —        | —        |        |
| Jarvis, James     | Kanada                  | W       | 1930–1931 | 43        | 5         | 7         | 12        | 30        | —        | —        | —        | —        | —        |        |
| Kilrea, Wally     | Kanada                  | F       | 1930–1931 | 44        | 8         | 12        | 20        | 22        | —        | —        | —        | —        | —        |        |
| Lowrey, Gerry     | Kanada                  | LW/C    | 1930–1931 | 42        | 13        | 14        | 27        | 27        | —        | —        | —        | —        | —        |        |
| Lyons, Ron        | Kanada                  | W       | 1930–1931 | 22        | 2         | 4         | 6         | 8         | —        | —        | —        | —        | —        |        |
| Manners, Rennison | Kanada                  | C/RW    | 1930–1931 | 4         | 0         | 0         | 0         | 0         | —        | —        | —        | —        | —        |        |
| McCalmon, Eddie   | Kanada                  | RW      | 1930–1931 | 16        | 3         | 0         | 3         | 6         | —        | —        | —        | —        | —        |        |
| McKinnon, Johnny  | Kanada                  | D       | 1930–1931 | 39        | 1         | 1         | 2         | 46        | —        | —        | —        | —        | —        |        |
| Milks, Hib        | Kanada                  | LW/D/C  | 1930–1931 | 44        | 17        | 6         | 23        | 42        | —        | —        | —        | —        | —        |        |
| Shields, Allan    | Kanada                  | D       | 1930–1931 | 43        | 7         | 3         | 10        | 98        | —        | —        | —        | —        | —        |        |
| Smith, Rodger     | Kanada                  | D       | 1930–1931 | 9         | 0         | 0         | 0         | 0         | —        | —        | —        | —        | —        |        |
| Webster, Aubrey   | Kanada                  | RW      | 1930–1931 | 1         | 0         | 0         | 0         | 0         | —        | —        | —        | —        | —        |        |
| White, Wilfred    | Kanada                  | RW      | 1930–1931 | 9         | 3         | 0         | 3         | 2         | —        | —        | —        | —        | —        |        |